# امینم
مارشال بروس مدرز سوم (انگلیسی: Marshall Bruce Mathers III؛ زادهٔ ۱۷ اکتبر ۱۹۷۲) مشهور به امینم یا امِنِم (‎/ˌɛmɪˈnɛm/‎؛ به شیوهٔ نوشتاری EMINƎM) رپر آمریکایی است. او در محبوبیت دادن به موسیقی هیپ هاپ در مرکز آمریکا نقش داشته و یکی از برترین رپرهای تاریخ دانسته می‌شود. موفقیت جهانی و آثار تحسین‌شدهٔ امینم به‌طور گسترده‌ای برای شکستن موانع نژادی و پذیرش رپرهای سفیدپوست در موسیقی عامه‌پسند در نظر گرفته می‌شود. اگرچه بسیاری از کارهای هنجارشکنش در اواخر دههٔ ۱۹۹۰ و اوایل دههٔ ۲۰۰۰ بحث‌برانگیز شد، او توانست به جلوه‌گری از انگست مردم طبقهٔ محروم آمریکا بدل شود.
امینم پس از پخش آلبوم استودیویی بی‌نهایت (۱۹۹۶) و ئی‌پی اسلیم شیدی ئی‌پی (۱۹۹۷)، با ناشر افترمث اینترتینمنت از دکتر دره قرارداد بست و سپس در سال ۱۹۹۹ با انتشار آلبوم اسلیم شیدی ال‌پی در میان مخاطبان جریان اصلی به محبوبیت رسید. دو آلبوم بعدی او، مارشال مدرز ال‌پی (۲۰۰۰) و نمایش امینم (۲۰۰۲) با موفقیت جهانی همراه بودند و نامزد دریافت جایزهٔ گرمی آلبوم سال شدند. امینم پس از انتشار آلبوم دوباره‌خوانی (۲۰۰۴) به‌دلیل اعتیاد به داروی نسخه‌ای مدتی از حرفهٔ خود فاصله گرفت. او چهار سال بعد با انتشار آلبوم بازگشت (۲۰۰۹) به حرفهٔ موسیقی بازگشت و سال بعد آلبوم ریکاوری را منتشر کرد. ریکاوری پرفروش‌ترین آلبوم سال ۲۰۱۰ شد. نمایش امینم نیز در سال ۲۰۰۲ پرفروش‌ترین آلبوم سال شد و هردو آلبوم در میان پرفروش‌ترین آلبوم‌های تاریخ جای گرفته‌اند. او در سال‌های بعد آلبوم‌های مارشال مدرز ال‌پی ۲ (۲۰۱۳)، احیا (۲۰۱۷)، کامی‌کازه (۲۰۱۸) و موسیقی‌ای که توسطش به قتل برسید (۲۰۲۰) را منتشر کرد. این آلبوم‌ها همه در جایگاه نخست بیلبورد ۲۰۰ ایالات متحده قرار گرفته‌اند.
امینم فعالیت بازیگری را در درام موزیکال ۸ مایل (۲۰۰۲) تجربه کرد. او در این فیلم نقش نسخه‌ای خیالی از خودش را ایفا کرد. او برای قطعهٔ «خودتو غرق کن» از موسیقی متن این فیلم جایزهٔ اسکار بهترین ترانه را کسب کرد و به نخستین هنرمند هیپ هاپ بدل شد که این جایزهٔ را کسب می‌کند. امینم در فیلم‌های واش (۲۰۰۱)، آدم‌های بامزه (۲۰۰۹)، مصاحبه (۲۰۱۴) و مجموعهٔ تلویزیونی دارودسته (۲۰۱۰) حضور افتخاری داشته است. او همچنین مشاغل دیگری از جملهٔ ناشر موسیقی شیدی رکوردز را توسعه داده است. این ناشر با سرمایه‌گذاری مشترک پال روزنبرگ راه‌اندازی شد و به آغاز حرفهٔ هنرمندان گوناگونی از جمله فیفتی سنت، یلاولف و اوبی ترایس کمک کرد. او همچنین کانال خود به‌نام شید ۴۵ را در رادیو سیریوس اکس‌ام ایجاد کرده است. امینم علاوه بر حرفهٔ تک‌خوان، پیش‌تر عضو گروه هیپ هاپ دی۱۲ بوده است. او برای همکاری با رویس دا۹'۵ نیز معروف است؛ همکاری این دو جمعاً با نام بد میتس ایول شناخته می‌شود.
امینم با فروش تخمینی بالغ بر ۲۰۰ میلیون از آثارش، یکی از پرفروش‌ترین هنرمندان موسیقی به‌شمار می‌رود. در ایالات متحده، امینم دههٔ ۲۰۰۰ پرفروش‌ترین هنرمند موسیقی و دههٔ ۲۰۱۰، پرفروش‌ترین هنرمند موسیقی مرد شد. مجلهٔ بیلبورد از او به‌عنوان «هنرمند دههٔ» یاد کرد. آلبوم‌های مارشال مدرز ال‌پی، نمایش امینم و ندای صحنه: پرطرفدارها و تک‌آهنگ‌های «خودتو غرق کن»، «دروغ گفتنت را دوست دارم» و «نمی‌ترسم» از طرف انجمن صنعت ضبط موسیقی ایالات متحده آمریکا گواهی فروش الماس یا بالاتر دریافت کرده‌اند. رولینگ استون نام او را در فهرست ۱۰۰ هنرمند بزرگ تمام دوران و ۱۰۰ ترانه‌نویس بزرگ تمام دوران قرار داده است. امینم افتخارات گوناگونی از جمله ۱۵ جایزهٔ گرمی، هفت جایزهٔ موسیقی آمریکا، ۱۷ جایزهٔ موسیقی بیلبورد و یک جایزهٔ اسکار دریافت کرده است. او ۱۰ آلبوم خود را در جایگاه نخست بیلبورد ۲۰۰ به ثبت رسانده است که همهٔ آن‌ها به‌طور پیاپی در هفتهٔ اول انتشارشان در جایگاه نخست این جدول ظاهر شده‌اند و همچنین پنج تک‌آهنگ در جایگاه نخست بیلبورد هات ۱۰۰ به ثبت رسانده است. نام امینم در سال ۲۰۲۲ به تالار مشاهیر راک اند رول راه یافت.

## زندگی و حرفه

### اوایل زندگی
امینم در سنت جوزف، میزوری زاده شده است. مادر او دبورا مدرز-بریگز و پدر او مارشال بروس مدرز جونیور هستند. ریشه او به اسکاتلند، انگلیس، سوئیس، آلمان و لوکزامبورگ برمی‌گردد.
وقتی مارشال ۱۸ ماهه بود، پدرش خانه را برای همیشه ترک کرد و مادرش به تنهایی سرپرستی او را بر عهده گرفت. در زمان کودکی مارشال، آن‌ها مرتب از خانه‌ای به خانه دیگر و از شهری به شهر دیگر جابه‌جا می‌شدند. تا پیش از ۱۲ سالگی، او و مادرش در شهرهای گوناگون میزوری مانند سنت جوزف و ساوانا و کانزاس سیتی زندگی کرده بودند تا اینکه در شهر وارن ایالت میشیگان (از شهرک‌های دیترویت) ساکن شدند. مارشال به مدرسهٔ لینکولن در وارن می‌رفت، با این حال گاهی در مبارزه‌های سبک آزاد رپ در مدرسهٔ آزبورن در آنسوی شهر شرکت می‌کرد. در همان زمان با برنده شدن در یک اجرا در یک کارخانه آمریکایی-آفریقایی توانست توجه مخاطبان هیپ‌هاپ را به خود جلب کند. وی بعد از دو بار تجدید در کلاس نهم به دلیل مدرسه‌گریزی و نمرات نزدیک به تجدید، در ۱۷ سالگی ترک تحصیل کرد.
مدرز، دو دختر دیگر را نیز به فرزندخواندگی قبول کرده است؛ آلاینا لاینی مترز، دختر خواهر کیمبرلی اسکات و ویتنی که حاصل رابطه قبلی اسکات بوده است.
در سال ۱۹۹۱، دایی او، «رونالد رانی نلسون» با شلیک گلوله شات‌گان خودکشی کرد. مارشال به او خیلی نزدیک بود و رانی بود که موسیقی رپ را در سن ۱۱ سالگی به او شناساند. او در قسمت بالای بازوی چپش یک خالکوبی با جمله «رانی، در آرامش بخواب» حک کرده و در برخی از آهنگ‌هایش به وی اشاره کرده است.
امینم دو بار با «کیمبرلی آن اسکات»، دوست دوران مدرسه‌اش، ازدواج کرد. کیمبرلی و خواهرش که در زمان نوجوانی از خانه فرار کرده بودند، وقتی مارشال ۱۵ ساله بود به خانهٔ او و مادرش رفتند و آنجا ساکن شدند. کیم و مارشال رابطه خود را از سال ۱۹۸۹ آغاز و چهاردهم ژوئن ۱۹۹۹ با هم ازدواج کردند. سال ۲۰۰۰ اندکی پس از این که کیم برای دومین بار به علت رانندگی در حالت مستی دچار دردسر شده بود درخواست جدایی کردند.
این دو در سال ۲۰۰۱ از هم جدا شدند اما در ژانویه ۲۰۰۶ دوباره با هم ازدواج کردند. ازدواج دوم آن‌ها در دسامبر همان سال پایان یافت و هر دو توافق کرند که حضانت تنها دخترشان، «هیلی جِید مدرز» (متولد ۲۵ دسامبر ۱۹۹۵) را مشترکاً بر عهده بگیرند. امینم در آهنگ‌های گوناگون اشاره‌های بسیار زیادی به هیلی جید می‌کند. از جمله این آهنگ‌ها می‌توان به «۹۷ بانی اند کلاید»، «آهنگ هیلی»، «پدرم دیوونه شده»، «مرغ مقلد»، «وقتی رفتم»، «زیبا»، «هواپیماها (قسمت ۲)»، «در میان سختی‌ها» و «هیچ وقت تموم نمیشی» اشاره کرد.

### ۱۹۹۲–۱۹۹۸: کارهای اولیه و بی‌نهایت
امینم در سال ۱۹۹۲ عضو شرکت اف‌تی‌بی بود که توسط دو برادر به نام‌های جف و مارک بیس گردانده می‌شد و در همان زمان به‌طور پاره‌وقت در رستوران لژ گیلبرت به کار آشپزی و ظرف‌شویی مشغول بود. در سال ۱۹۹۶ او نخستین کار خود، بی‌نهایت را عرضه کرد که در استودیوی بِیسمینت که زیر نظارت برادران بیس بود، ضبط شده بود. این آلبوم با لیبل غیر مستقل سرگرمی‌های اینترنتی منتشر شد. امینم بعدها می‌گوید: 

واضحه که به عنوان اوّلین کارم تحت تأثیر دیگر خواننده‌ها بودم. من تلمیح‌های زیادی از خواننده‌هایی مثل «ناس» و «ای زد» داشتم. «بی‌نهایت» فقط یه آزمایش بود برای این که بتونم بفهمم قالب آهنگ‌هام چه جوری باشه. چه جوری با میکروفون صدا درست کنم و خودم رو عرضه کنم. یه پیش نمایش بود؛ «بی‌نهایت» مثل یه سکوی پرش بود که منو بالا ببره.

 مضامین شعری بی‌نهایت بیشتر شامل دردسرهای بزرگ کردن «هِیلی»، دختر نوزادش، زیر بار قرض وام‌ها و تمایل شدید وی برای به ثروت رسیدن می‌شود. مدتی بعد امینم با یکی از خوانندگان بزرگ رپ در دیترویت به نام «رویس دا۹'۵» با اسم مستعار «آدم بده با شیطان ملاقات می‌کند» همکاری کرد.

### ۱۹۹۸–۱۹۹۹: اسلیم شیدی ال‌پی

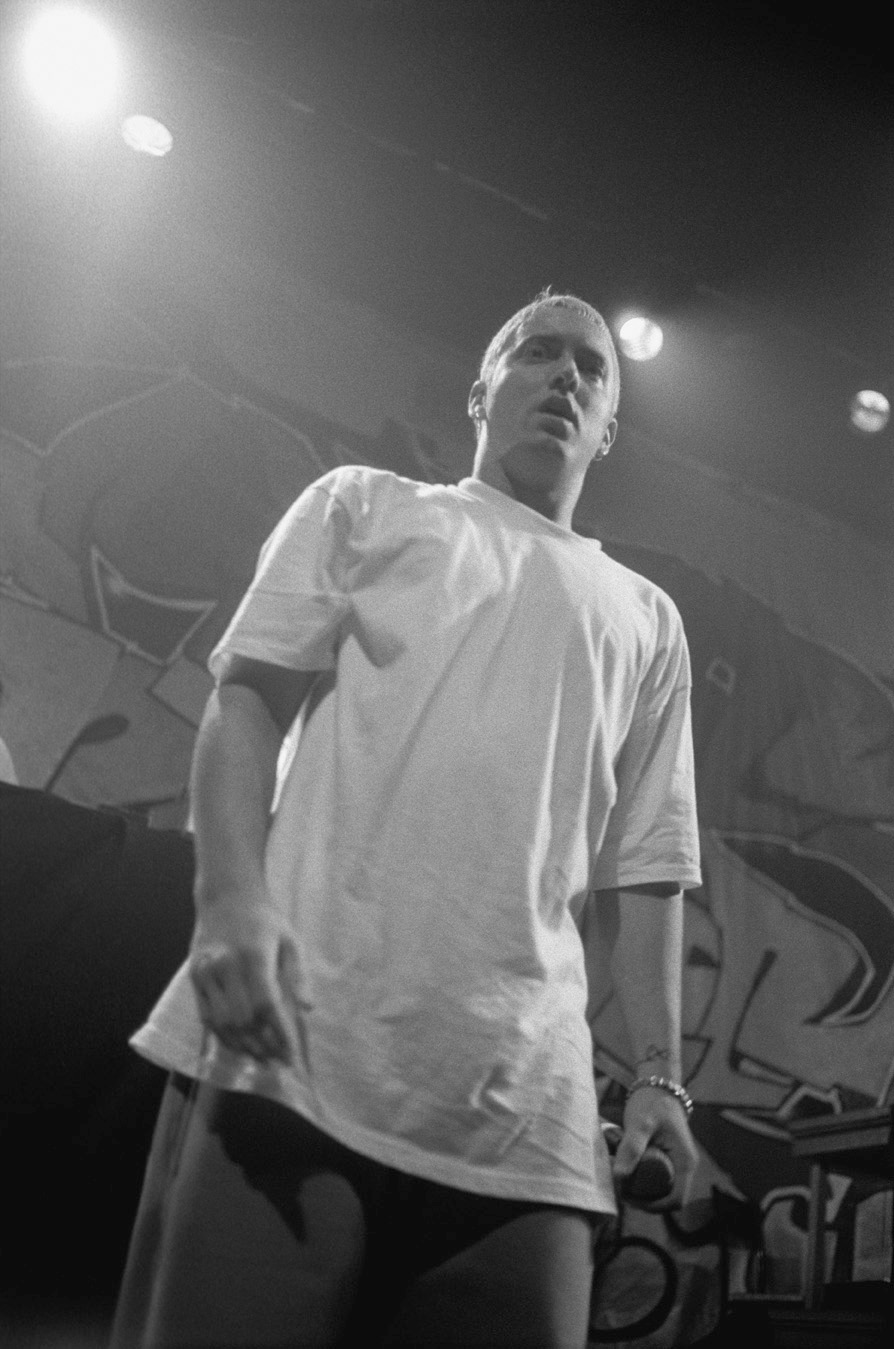
امینم در حال اجرای زنده در آلمان، ۱۹۹۹

طبق گفتهٔ بیلبورد امینم در این برهه از زندگی‌اش دریافت آرزوهای موسیقایی‌اش تنها راه فرار از زندگی غم‌بارش است. پس از عضویت در افترمث در سال ۱۹۹۸، امینم نخستین آلبوم سر و سامان یافتهٔ خود به نام «اسلیم شیدی ال‌پی» را -که شدیداً تحت حمایت دکتر دره بود- منتشر کرد. به گفتهٔ بیلبورد، این آلبوم «سال‌های روشن پیش رو از دورانی بود که او از قبل آن را نوشته بود». شهرت این آلبوم در میان آلبوم‌های سال ۱۹۹۹ بیشتر و بیشتر می‌شد تا جایی که در پایان سال سه جایزه پلاتینیوم دریافت کرد.
اسلیم شیدی ال‌پی ۹ میلیون نسخه در سراسر جهان فروخت و ۴ بار جایزه پلاتینیوم را از «انجمن صنفی ضبط موسیقی آمریکا» از آن خود کرد. پس از انتشار این آلبوم، امینم را متهم کردند که موضوعات و سبک خواندن او، منحصراً شبیه خواننده رپ زیرزمینی، «کیج» است.

### ۲۰۰۰–۲۰۰۱: مارشال مترز ال‌پی
مارشال مترز ال‌پی در ماه می‌سال ۲۰۰۰ منتشر شد. در هفتهٔ اول ۱٫۷۶ میلیون نسخه فروش کرد که رکورد آلبوم داگی استایل از اسنوپ داگ (سریع‌ترین فروش هیپ هاپ) و عزیزم یک بار دیگر از بریتنی اسپیرز (سریع‌ترین فروش آلبوم تک خواننده) در تاریخ آمریکا را شکست. اولین قطعهٔ آلبوم، «اسلیم شیدی واقعی»، به خاطر اهانت به شخصیت‌های شناخته شده و برخی اظهارنظرهای شک‌برانگیز در مورد آن‌ها، بحث‌های زیادی را به راه انداخت. امینم در این آلبوم کریستینا آگیلرا را متهم به آمیزش دهانی با فرد دارست و دارسون دالی کرده بود. در قطعهٔ سوم، «استن» امینم سعی می‌کند تا با تبعات منفی محبوبیتش مبارزه کند. او این کار را با نشان دادن یکی از طرفدارانش به نام استن که با تقلید از آهنگ از «۹۷ بانی و کلاید» از اسلیم شیدی ای پی، خود و دوست حامله‌اش را داخل آب انداخته بود، انجام داد. در نماهنگ «استن»، امینم طرفداری را نشان داد که سعی می‌کرد با وجود راست دست بودن مانند امینم با دست چپ بنویسد. «استن» از نظر مجلهٔ «کیو» سومین نماهنگ برتر تاریخ نام گرفت. و همچنین دهمین آهنگ سال از نظر سایت تاپ۴۰ چارتز شناخته شد
امینم در چهل و سومین دورهٔ اعطای جوایز گرمی در سال ۲۰۰۱ به همراه التون جان به اجرای زنده پرداخت. سازمان اتحاد همجنس‌گرایان علیه افترا، سازمانی که اشعار ترانه‌های امینم را همجنس‌گراهراسی تلقی می‌کند، تصمیم آشکار جان را (که خودش همجنس‌گرا است) جهت اجرای زنده با امینم محکوم کرد.

### ۲۰۰۲–۲۰۰۳: نمایش امینم
سومین آلبوم رسمی امینم نمایش امینم نام داشت و در تابستان سال ۲۰۰۲ منتشر شد. این آلبوم با فروش بیش از ۱ میلیون نسخه در هفتهٔ نخست، نقطهٔ عطف دیگری در کارنامهٔ هنری او به‌شمار می‌رود. حدود ۱۰ میلیون نسخه از آلبوم نمایش امینم در آمریکا و ۲۰ میلیون نسخه از آن در سراسر دنیا به فروش رسید و به این ترتیب امینم تنها هنرمندی شد که دو آلبوم با فروش ۲۰ میلیونی جهانی دارد. در ترانه «بدون من» امینم سخنان تحقیرآمیزی نسبت به باند پسران و برخی از اعضای آن همانند «لیمپ بیزکت» و «موبی» به زبان می‌آورد.
آلبوم نمایش امینم هشت گواهی پلاتینیوم از جشنواره انجمن صنعت ضبط موسیقی ایالات متحده آمریکا دریافت کرد. استفان توماس، یکی از سردبیران سایت آل‌موزیک علی‌رغم خشونت آشکار در بعضی از ترانه‌ها، این آلبوم را کمتر از مارشال مترز ال‌پی تحریک‌کننده خواند.

### ۲۰۰۴–۲۰۰۵: دوباره خوانی
مرکز تحقیقات رسانه‌ها در تاریخ ۸ دسامبر ۲۰۰۳ اعلام کرد که سرویس مخفی ایالات متحده پذیرفته که سخنان امینم در این آلبوم تهدید جرج بوش رئیس‌جمهور وقت آمریکا بوده است و این سازمان در حال رسیدگی به این پرونده است. بخش مورد اتهام، قسمتی از آهنگ «ما به عنوان آمریکایی‌ها» به این صورت است 
| « | لعنت به پول/من دوست ندارم برای رئیس جمهورای مرده رپ بخونم/ترجیح می‌دم رئیس‌جمهور مرده باشه/تا حالا نگفته بودم ولی پیشینه‌اش را دارم… | » |

 این آهنگ به همراه سی‌دی اضافه آلبوم پخش شده بود. سال ۲۰۰۴ شاهد عرضهٔ آلبوم رسمی چهارم امینم به نام دوباره خوانی بود که در هفتهٔ نخست حدود ۷۰۰ هزار نسخه فروش کرد؛ برنده ۷ پلاتینوم از «انجمن صنفی ضبط موسیقی آمریکا» شد و حدود ۱۵ میلیون نسخه از آن در سراسر جهان و ۷٫۸ میلیون نسخه در آمریکا به فروش رسید. این آلبوم نیز صدرنشین بود و یک قطعهٔ برجسته با اسم «کافیه اینو از دست بدی» داشت. ترانه «کافیه اینو از دست بدی» مضمونی نقدگونه داشت و خطاب به مایکل جکسون، خواننده سبک پاپ خوانده شده بود. یک هفته پس از پخش این ترانه مایکل جکسون با برنامهٔ استیو هاروی در رادیوی شهر لس آنجلس تماس گرفت و ناراحتی خود را از نماهنگ «کافیه اینو از دست بدی» بیان کرد.

### ۲۰۰۵–۲۰۰۸: وقفه کاری و شایعه بازنشستگی

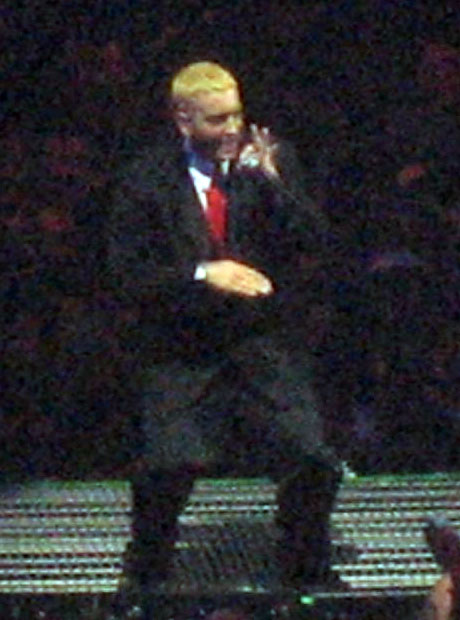
امینم در حال اجرای زنده در «تور مدیریت خشم»

در سال ۲۰۰۵ بسیاری از کارشناسان صنعت موسیقی این باور بودند که امینم پس از ۶ سال فعالیت رسمی در موسیقی رپ و گرفتن جوایز انبوه از جمله چند جایزه پلاتینیوم و جایزه اسکار بر آن است صحنه را برای همیشه ترک کند. این آلبوم چهارمین آلبوم متوالی امینم بود که در جدول ۱۰۰ آهنگ داغ بیلبورد شماره ۱ شد. همچنین این آلبوم دو پلاتین از انجمن صنعت ضبط موسیقی آمریکا دریافت کرد. امینم در مصاحبه با رادیو «موجو در صبح» خبر بازنشستگی‌اش را تکذیب کرد اما در ادامه اضافه کرد:

«من الان تو بخشی از زندگیم هستم که نمی‌دونم وضع آیندهٔ کاریم چه جوریه… به خاطر همینه که اسمشو «ندای صحنه» گذاشتم. این می‌تونه کار آخر باشه؛ ما نمی‌دونیم.»

### ۲۰۰۸–۲۰۱۰: بازگشت
در سپتامبر ۲۰۰۸، امینم میان مصاحبه «فیفتی سنت» در رادیو «هات ۹۷» نیویورک روی خط آمد و گفت «بین دوراهی» است و در حال بحث بر سر این است که زمان انتشار آلبوم بعد چه زمانی خواهد بود. او گفت: «من همیشه کار می‌کنم-همیشه توی استودیو هستم و این الان احساس خوبی داره، حمایتی که از طرف لیبل هست… تا یه مدّت، نمی‌خواستم برگردم به استودیو، به خاطر یه سری مسائل شخصی. الآن دارم از اون مسایل میام بیرون و این احساس خوبی داره.»

امینم در سپتامبر ۲۰۰۸ در شبکه رادیویی شخصی اش، «شید ۴۵» حاضر شد و گفت:
«الان دارم روی آهنگ‌ها کار می‌کنم. دارم کلی آهنگ می‌سازم و روشون فکر می‌کنم. می دونی، انگار هر چه قدر بیشتر رو آهنگ وقت می‌گذارم، شناختم از اون‌ها بیشتر می‌شه.»

در ۵ مارس ۲۰۰۹ امینم در یک گفتگوی مطبوعاتی خبر پخش دو آلبوم تازه در سال جاری را داد. نخستین آلبوم به نام بازگشت» در ۱۹ مه منتشر شد.

### ۲۰۱۰–۲۰۱۱: ریکاوری
در ۱۴ آوریل ۲۰۱۰ امینم از راه توییتر وعده آلبوم جدیدش را به هواداران خود داد. هفتمین آلبوم استودیویی امینم به نام ریکاوری در تاریخ ۲۱ ژوئن منتشر گشت. این آلبوم با فروش ۷۴۱ هزار نسخه در هفته نخست پخش در ایالات متحده توانست خود را به بالای جدول بیلبورد ۲۰۰ برساند. تا فوریه ۲۰۱۱ بیش از ۳٫۴ میلیون نسخه از این آلبوم در ایالات متحده به فروش رسید.
ویدئو کلیپ ترانه «دروغ گفتنت را دوست دارم» با حضور ریانا خواننده سبک ریتم و بلوز، با ۶٫۶ میلیون بازدیدکننده در روز نخست یک رکورد تاریخی در سایت یوتیوب به جا گذاشت.
در جوایز گرمی سال ۲۰۱۱، امینم نامزد بهترین آلبوم سال (برای ریکاوری)، بهترین ترانه سال (برای دروغ گفتنت را دوست دارم) و بهترین آلبوم رپ (برای ریکاوری) شد و جایزه بهترین آلبوم رپ را دریافت کرد.

### ۲۰۱۲–۲۰۱۳: مارشال مترز ال‌پی ۲
در ۲۴ مه ۲۰۱۲ امینم اعلام کرد که در حال کار کردن بر روی آلبوم جدیدش می‌باشد.
نام این آلبوم مارشال مترز ال‌پی ۲ بود و در تاریخ ۵ نوامبر ۲۰۱۳ منتشر شد. اولین تک‌آهنگ این آلبوم با نام «آشفطه» در تاریخ ۲۷ اوت ۲۰۱۳ منتشر شد و بعد از آن، تک‌آهنگ دیگری با ریانا به نام «هیولا» بیرون آمد.
مارشال مترز ال‌پی ۲ توسط افترمث، شیدی رکوردز و اینتراسکوپ رکوردز پخش شد. نسخه اصلی این آلبوم با ۱۶ آهنگ منتشر شد و در نسخه لوکس آن، ۵ آهنگ دیگر نیز جای گرفت. هشتمین آلبوم امینم در رتبه اول بیلبورد ۲۰۰ شد. این آلبوم توانست در هفته دوم پخش خود، فروش سال را برای خودش ثبت کند. بعد از پخش آلبوم امینم، تنها هنرمندی که توانسته بود در ۲۰ رده اول، در ۱۰۰ آهنگ داغ بیلبورد، ۴ تک‌آهنگ داشته باشد، گروه بیتلز بوده است.
در ۱۰ نوامبر ۲۰۱۳، امینم در مراسم موسیقی اِم‌تی‌وی اِما، تندیس طلایی را برنده شد. هم چنین در ۳ نوامبر ۲۰۱۳، امینم در اولین جشنواره موسیقی یوتیوب، هنرمند سال شد.
در ژوئن ۲۰۱۴، اعلام شد که امینم اولین هنرمندی است که در تاریخ آهنگ‌های دیجیتال، توانسته دو گواهی الماس (فروش ۱۰ میلیون نسخه و به بالا) از انجمن صنفی ضبط موسیقی آمریکا، برای ترانه‌های «نمی‌ترسم» و «دروغ گفتنت را دوست دارم» دریافت کند. در ۱۱ و ۱۲ ژوئیه ۲۰۱۴، کنسرتی در ورزشگاه ومبلی لندن برگزار نمود.
در بریتانیا، آلبوم در شماره ۱ جدول موسیقی آلبوم‌های بریتانیا قرار گرفت و هفتمین آلبوم شماره ۱ امینم در بریتانیا شد؛ با این حساب امینم اولین هنرمند آمریکایی بود که برای هفت آلبوم پی در پی در چارت‌های موسیقی بریتانیا مقام اول را به‌دست‌آورد تا در کنار گروه بیتلز مقام دوم را به عنوان بیشترین مقام اولی در آلبوم‌های بریتانیا را داشته باشد. این آلبوم همچنین جایگاه امینم را در کانادا به عنوان بهترین فروش یک هنرمند و به همراه آن، بهترین فروش یک آلبوم را در سال ۲۰۱۳ قرار داد. در پنجاه و هفتمین مراسم جایزه گرمی، جایزهٔ بهترین آلبوم رپ به مارشال مترز ال‌پی ۲ و جایزه بهترین ترکیب رپ/آواز به آهنگ «هیولا» رسید.

### ۲۰۱۴–۲۰۱۶: شیدی ایکس وی (پانزدهم)، چپ دست و جعبه

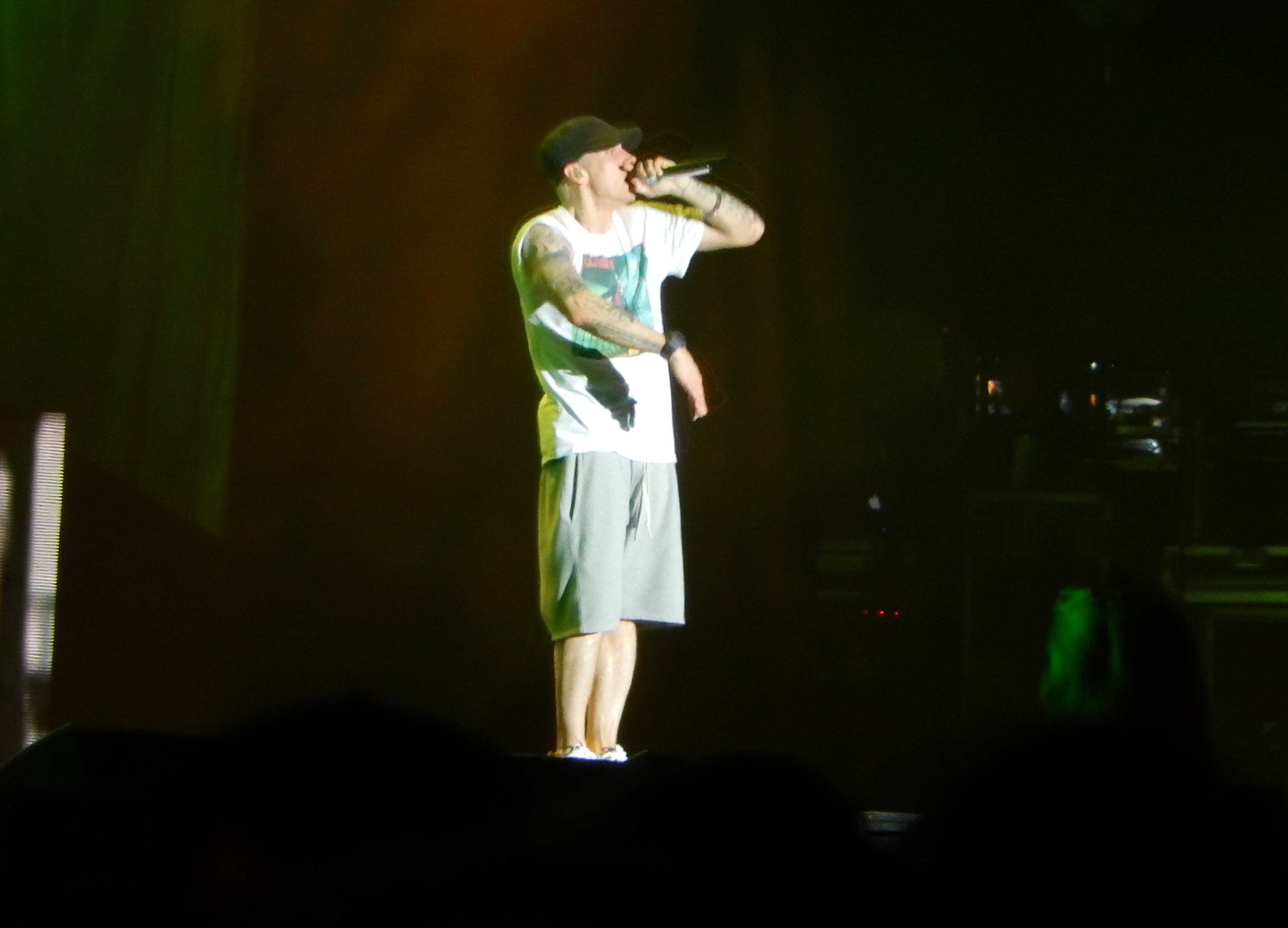
امینم در حال اجرای زنده در شیکاگو، ۲۰۱۴

ابتدا در ژوئن ۲۰۱۴، امینم و مدیر برنامه‌اش، پال روزنبرگ شروع به استفاده از هشتگ SHADYXV# در شبکه‌های اجتماعی کردند. همین‌طور، امینم لباسی که این هشتگ بر آن برچسب شده بود را در یکی از اجراهایش پوشید. در ۲۵ اوت ۲۰۱۴ در وبسایت امینم منتشر شد که هشتگ به کار برده شده قرار است نام آلبومی باشد از شیدی رکوردز با عنوان شیدی ایکس وی. در همان روز یعنی ۲۵ اوت، اولین تک‌آهنگ از آلبوم با نام، «جسارت در برابر ترس»، که به همراه خواننده و ترانه‌سرا، سیا ضبط شده بود، پخش شد. فهرست آهنگ‌های آلبوم در ۲۹ اکتبر ۲۰۱۴ منتشر شد. «دیترویت در برابر همه» به عنوان سومین تک‌آهنگ از آلبوم پخش شد. در این آهنگ امینم، دِج لُف، دنی براون، بیگ شان، رویس و تریک تریک حضور داشتند. شیدی ایکس وی در تاریخ ۲۴ نوامبر ۲۰۱۴ و در هفتهٔ جمعه سیاه پخش شد، که شامل دو دیسک بود. دیسک اول که در آن دی۱۲، اسلاترهاوس، بد میتس اویل و یلاولف حضور داشتند و دیسک دوم که مجموعه‌ای از آهنگ‌های قدیم شیدی رکوردز با عنوان برترین آهنگ‌ها بود. این آلبوم در بیلبورد ۲۰۰ در جایگاه سوم قرار گرفت و در هفتهٔ اول پخش، توانست ۱۳۸٬۰۰۰ نسخه در آمریکا به فروش برسد.
جعبهٔ رسمی امینم با ۱۵ حلقه سی-دی در ۱۲ مارس ۲۰۱۵ منتشر شد. این محصول که محدوده‌ای از پیشه و سابقهٔ حرفه‌ای او بود، هفت تا از هشت آلبوم استودیویی امینم (به جز بی‌نهایت) را دربرداشت. ۸ مایل، آلبوم گردآوری شده امینم تقدیم می‌کند: ری-آپ، و مجموعهٔ برترین آهنگ‌ها ندای صحنه: بازدیدها در این باکس ست بودند. در اوایل همان سال، این خبر منتشر شد که او قرار است در آهنگی از تک ناین با نام «اسپیدام» (از آلبوم ساطورهای جهانی ۲) حضور پیدا کند. این آهنگ، همچنان با حضور کریزکالیکو، در ۲۰ آوریل پخش شد. امینم در «بهترین دوست» یلاولف، تک‌آهنگی از آلبوم داستان عشق نیز ظاهر شد.
امینم به همراه شیدی رکوردز مدیر اجرایی تولید قطعات موسیقی برای فیلم چپ دست، فیلمی در ژانر درام-ورزشی، بودند. اولین تک‌آهنگ از این آلبوم، «فوق‌العاده» در ۲ ژوئن ۲۰۱۵ و تک‌آهنگ دیگر آن «پادشاهان هرگز نمی‌میرند» به همراهی گوئن استفانی در ۱۰ ژوئیه ۲۰۱۵، در یوتیوب به وسیلهٔ صفحه امینم پخش شد. امینم اولین مهمان در برنامه رادیویی بیتس وان بود که مصاحبه او با زین لو به صورت آنلاین روی آنتن رفت. او در ۱ ژوئیه ۲۰۱۵ در برنامه تلویزیونی فقط در مونرو، که در مونرو، میشیگان تهیه می‌شود و مجری آن استیون کلبرت است، شرکت کرد. همچنین امینم در برنامه‌ای که در شهر مونرو برگزار شد، چند قطعه از ترانه‌های باب سیگر را اجرا کرد و به‌طور مختصر به گفتگو دربارهٔ چپ دست پرداخت.

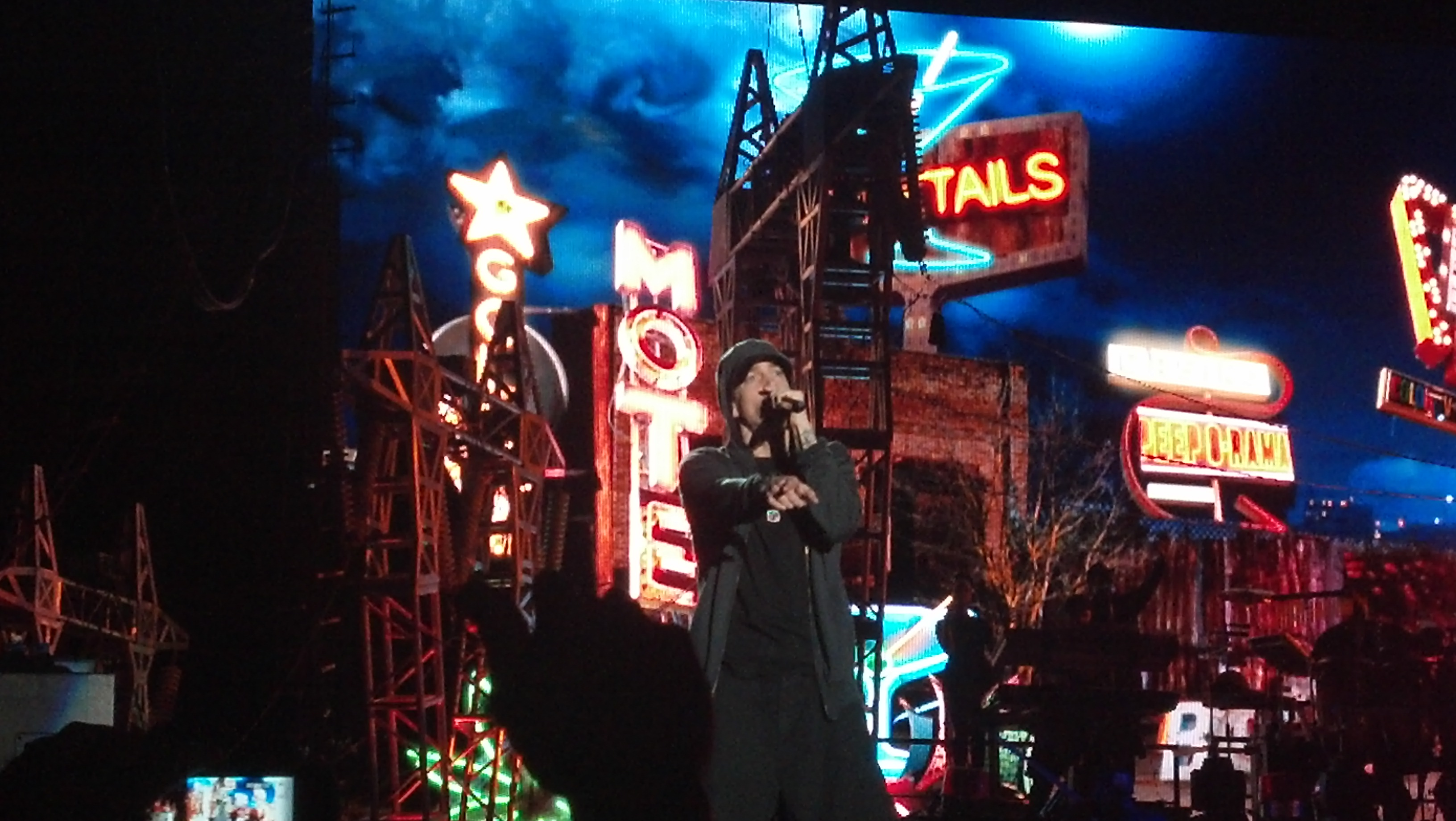
امینم در حال اجرا، ۲۰۱۶

در ژوئن ۲۰۱۵، معلوم شد که او قرار است به عنوان تهیه‌کننده و مدیر اجرایی تولید موسیقی در سریال تلویزیونی شهر موتور، که از روی فیلم نارک (محصول ۲۰۰۲) ساخته شده، مشغول به کار شود. در ژوئن ۲۰۱۶، آهنگ «بدون من» از آلبوم نمایش امینم در آلبوم موسیقی فیلم جوخه انتحار قرار گرفت. در سپتامبر ۲۰۱۶، آهنگی از اسکایلر گری با نام «به خاطرت می‌کشم» از آلبوم علل طبیعی منتشر شد که امینم در این تک‌آهنگ به عنوان خواننده مهمان حضور داشت.
در ۱۹ اکتبر ۲۰۱۶، امینم تک‌آهنگی با نام «سخنرانی انتخاباتی»، که آهنگی با مضامین سیاسی بود، را منتشر و اعلام کرد که مشغول کار روی آلبوم جدیدش است. او در این آهنگ به دونالد ترامپ حمله کرد. و در صفحه توییترش نوشت: «نگران نباشید، من مشغول کار کردن روی یک آلبوم هستم. ضمناً این یک آهنگ را داشته باشید» و آهنگ را ضمیمه کرده بود. در ۱۷ نوامبر ۲۰۱۶، او نسخه‌ای بازسازی شده از آهنگ «بی‌نهایت» را در کانال شخصی اش، در یوتیوب، پخش کرد. در ۲۲ نوامبر ۲۰۱۶ نیز پیش نمایشی از مستند کوتاه ۱۰ دقیقه‌ایِ شرکای قافیه: داستانی واقعی از بینهایت منتشر کرد.

### ۲۰۱۷–تاکنون: احیا و کامی‌کازه
در فوریه ۲۰۱۷، در یکی از آهنگ‌های آلبوم من تصمیم گرفتم اثر بیگ شان بانام «هیچ لطفی» حضور پیدا کرد و در این آهنگ به، رئیس‌جمهور وقت آمریکا، دونالد ترامپ «هرزه» گفت. وی همچنین ان کولتر، یک فعال سیاسی و اجتماعی، که از ترامپ حمایت می‌کرد را مورد انتقاد قرار داد. ان کولتر در جواب به انتقادها و اشعار امینم در این آهنگ گفت: «من فکر کنم چیزی که اتفاق افتاد مایه تاسف است از استادان برکلی (دانشگاهی واقع در شهر بِرکلی در جنوب کالیفرنیا) گرفته تا امینم با این طرز آهنگ خواندن، البته که این خشونت او علیه زنان تبدیل به یک امر طبیعی شده و امینم تا به حال این کار را از گذشته به خوبی انجام داده است.»
در اواخر اکتبر، امینم و پل روزنبرگ شروع به اذیت کردن طرفداران کردند. آن‌ها برای بازاریابی آلبوم از شیوه‌ای از تبلیغات استفاده کردند و در آن به تبلیغ دارویی تقلبی پرداختند. طرفداران حدس زدند که نام این دارو، همان عنوان آلبوم، یعنی احیا است. بعدها در ماه نوامبر، اولین تک‌آهنگ از آلبوم با نام «روی آب راه می‌روم» به همراهی بیانسه منتشر شد. این ترانه در ۱۲ نوامبر توسط امینم و اسکایلر گری (به جای بیانسه) در جوایز موسیقی ام‌تی‌وی اروپا در سال ۲۰۱۷ اجرا شد. او وگری این ترانه و ترانه‌های «استن» و «عاشق دروغ گفتن‌هایت هستم» را در پخش زنده شنبه شب نیز اجرا کردند. در ۲۸ نوامبر، دکتر دره ویدئویی را بارگذاری و در آن تاریخ انتشار آلبوم را ۱۵ دسامبر ۲۰۱۷ تعیین کرد. در ۸ دسامبر، امینم تک‌آهنگ تبلیغاتی‌ای را با عنوان «لمس ناپذیر» منتشر کرد، که این آهنگ از گروه دو نفرهٔ چیچ اند چانگ سمپل شده‌بود. علی‌رغم اینکه آلبوم دو روز زودتر به‌طور دزدی پخش شد، اما همانطورکه برنامه‌ریزی شده‌بود، احیا در ۱۵ دسامبر پخش عمومی شد. در ۵ ژانویه ۲۰۱۸، دومین تک‌آهنگ آلبوم با نام «رودخانه» به همراهی اد شیرن منتشر شد. این آلبوم با فروش ۱۹۷٬۰۰۰ نسخه کپی در هفتهٔ اول پخشش، به هشتمین آلبوم متوالی امینم تبدیل شد که در صدر بیلبورد ۲۰۰ قرار می‌گیرد. در نتیجه امینم به اولین هنرمند موسیقیدانی تبدیل گردید که هشت آلبوم پیاپی در صدر این جدول دارد. احیا با واکنش‌های مختلفی از سوی منتقدان صنعت موسیقی رو به رو شد.
در سال ۲۰۱۸، نسخهٔ طولانی آهنگ «به این زودی جایی نمی‌رویم» که به همراه کلانی خوانده شده‌بود و ریمیکسی از «کلورازپتیک» به همراه فریشر و توچینز از احیا منتشر شدند. در ۳۱ اوت ۲۰۱۸، امینم بدون دادن هیچ‌گونه اطلاع قبلی، دهمین آلبوم خود را منتشر کرد. این آلبوم، کامی‌کازه نام داشت و دومین آلبوم بلند امینم بود که در طول هشت ماه منتشر می‌شد. کامی‌کازه با فروش ۴۳۴۰۰۰ نسخهٔ واحد، نهمین آلبوم متوالی امینم بود که در صدر جدول بیلبورد ۲۰۰ قرار می‌گیرد. در ۱ دسامبر، او فری‌استایلی ۱۱ دقیقه‌ای با عنوان «شروع» در کانال یوتیوبش منتشر کرد. در ۲۵ ژانویه ۲۰۱۹، امینم در قالب هنرمند مهمان در آلبوم همه چیز برای فروش اثر بوگی حضور پیدا کرد و در ترانهٔ «روزهای بارانی» به همراه این هنرمند به اجرا پرداخت. در ۲۳ فوریه ۲۰۱۹، درست در روز انتشار آلبوم اسلیم شیدی ال‌پی، امینم به مناسبت بیست سالگی این آلبوم، نسخهٔ دیگری از آن را منتشر کرد که در آن آهنگ خالی چند ترانه، نسخه‌های ویرایش شدهٔ ترانه‌ها برای رادیو و چند آکاپلا وجود داشت.
در ۸ مارس ۲۰۲۲ وی با دریافت گواهینامه الماس برای آلبوم ندای صحنه: پرطرفدارها از انجمن صنعت ضبط موسیقی ایالات متحده آمریکا (RIAA) و مجموع ۶ گواهینامه الماس (برای ۳ آلبوم و ۳ تک آهنگ)، تبدیل به اولین موسیقیدان در تاریخ برای تک‌آهنگ‌ها و یکی از تنها هفت هنرمند در هر سبک یا دوره‌ای شد که بیشترین تعداد جایزه گواهینامه الماس را در کارنامه خود دارد. هم‌اکنون مجموع جوایز RIAA وی شامل ۲۲۷٫۵–۱۶۶ میلیون گواهینامه برای تک‌آهنگ‌ها و ۶۱٫۵ میلیون گواهینامه برای آلبوم‌هاست.

## تأثیرات و تکنیک رپ‌خوانی

تصویر گرافیتی امینم در شانگهای، چین

تصویر هنری امینم در پارک اسکیت ساوت‌سی

از امینم به عنوان بزرگ‌ترین هنرمند هیپ هاپ تمام دوران‌ها یاد می‌شود. او هشتاد و سومین نفر در لیست «۱۰۰ هنرمند بزرگ تاریخ» از دید مجله رولینگ استون و هفتاد و نهمین نفر در لیست «۱۰۰ هنرمند بزرگ تاریخ» از نظر وی‌اچ‌وان شد. در سال ۲۰۱۰، ام‌تی‌وی پرتغال امینم را هفتمین شخصیت بزرگ تاریخ موسیقی معرفی کرد.
امینم از ام‌سی‌های زیادی نام برده است که بر سبک رپ‌خوانی او تأثیر گذاشته‌اند. نخستین و مهم‌ترین آن‌ها دکتر دره، استاد خودش است.
گریلا بلک در کتاب «چگونه رپ‌خوانی کنیم» اشاره می‌کند که امینم برای ایجاد فن خواندنش پیرامون دیگر ام‌سی‌ها نیز مطالعه می‌کرده است. وی همچنین امینم را این‌گونه توصیف می‌کند:

امینم همواره به همه‌چیز گوش می‌دهد و همین باعث شده است تا او یکی از بزرگ‌ترین‌ها باشد.

 در همین کتاب امینم از سوی ام‌سی‌های متعدد به سبب جنبه‌های مختلف فن رپ‌خوانی‌اش مورد تحسین قرار گرفته است؛ از جمله: موضوعات متنوع و شوخ‌طبعانه، ایجاد ارتباط با تماشاگران، دنبال کردن یک مفهوم در آلبوم‌های پیاپی، استفاده از قافیه‌های پیچیده، توانایی بالا در پیچش کلمات و هم‌قافیه کردن آن‌ها، استفاده از قافیه‌های چند سیلابی، چینش چندین قافیه در هر یک از قالب‌ها، اوزان پیچیده، بیان شیوا به‌کارگیری انواع ملودی، و کوتاه‌سازی واژگان. وی به نوشتن بیشتر ترانه‌هایش بر روی کاغذ شهرت دارد و همچنین خود را معتاد به کارش می‌داند و در یکی از کتاب‌هایش به نام «آنگونه که هستم» به این موضوعات اشاره داشته است. وی تاکنون با تعداد زیادی از خوانندگان همکاری داشته است و معمولاً چند روز یا یک هفته را صرف کار کردن بر روی ترانه‌هایش می‌کند.
تعدادی از هنرمندانی که از امینم تأثیر گرفته‌اند و امینم منبع الهام برای آنان بوده عبارت اند از؛ د ویکند، کروکت آی، تک ناین، لاجیک، لیل وین، نیکی میناژ، تی. آی.، بی. او. بی، ژن آیکو، آشر، کندریک لامار، ارل سویتشرت، اب-سول، فردی گیبز، اد شیرن، لانا دل ری، بوبا اسپارکس، بیگ شان، جی. کول، مشین گان کلی، هاپسین، تایلر د کریتور، هالیوود آندد، کیارا، کریس وبی، چِنس د رپر، ستالِی، جو بادن، تونی یایو، گیم، یلاولف، اسکایلر گری، رویس دا۹'۵، فیفتی سنت و اَشر روث.
دیوید بنر، ویز خلیفا، طالب کوولی، کول جی رپ، کوراپت، دکتر دره، ان.او.آر. ای، راکیم، باستا رایمز، ردمن و جی زی از جمله رپرهایی هستند که اعتقاد دارند امینم یکی از بهترین رپرهای تمام تاریخ است.

### سرعت رپ‌خوانی
وی به کتاب رکوردهای جهانی گینس نیز راه یافته است. او موفق شد در آهنگ «خدای رپ» ۱۵۶۰ واژه را در شش دقیقه و چهار ثانیه رپ کند. به این ترتیب شنونده رپ او، در هر ثانیه با ۴/۲۸ واژه مواجه می‌شود.

## سوءمصرف الکل و مواد مخدر
امینم بارها و به صورت آشکار از اعتیاد خود به الکل و مواد مخدر همچون ویکودین، زولپیدم، والیوم (دیازپام) و متادون سخن گفته است. پروف، یکی از اعضای گروه دی۱۲ و دوست صمیمی امینم در سال ۲۰۰۲ اظهار داشت مارشال مدرز وابستگی شدیدی به الکل و مواد مخدر دارد. در سال ۲۰۰۵ وی برای درمان وابستگی‌اش به قرص‌های خواب‌آور مخصوصاً زولپیدم تحت درمان قرار گرفت و این موضوع باعث شد تا تور اروپایی‌اش به نام «تور کنترل خشم» لغو شود. او در سال ۲۰۰۷ به علت مصرف بیش از اندازهٔ قرص‌های ویکودین و والیوم اوردوز کرد و تا لبهٔ مرگ پیش رفت.امینم در آهنگ "Arose" که ده سال بعد از آن اتفاق منتشر شد اعتراف می‌کند که در هنگام اوردوز دیگر باورش شده بود که رفتنی است و آخرین حرف‌های قبل از مرگش به خانواده اش را در این آهنگ می‌گوید. از بعد سال ۲۰۰۸ تا به امروز او کاملاً هوشیار بوده و حتی دیگر الکل نیز مصرف نمی‌کند. او در سال ۲۰۱۹ یازدهمین سال هوشیاری اش را جشن گرفت.

## سایر فعالیت‌ها

### شیدی رکوردز و دی۱۲
بعد از اینکه آلبوم اسلیم شیدی ال‌پی فروش فوق‌العاده‌ای کسب کرد و برای امینم گواهی‌های پلاتین به ارمغان آورد، با پیشنهاد اینترسکوپ مبنی بر اینکه لیبل خودش را داشته باشد، امینم و پاول روزنبرگ (مدیر برنامه‌های مارشال) در سال ۱۹۹۹ شیدی رکوردز را تأسیس کردند. امینم جمعی از هنرمندان اهل دیترویت مثل اوبی ترایس و دی۱۲ را با خودش به لیبل آورد و در سال ۲۰۰۲ نیز فیفتی سنت را اضافه کرد که فیفتی عضو افترمث، به مدیریت دکتر دره، نیز شد. در سال ۲۰۰۳ امینم و دکتر دره استیت کیو، رپر اهل آتلانتا، را به شیدی رکوردز و افترمث اضافه کردند. دی جی گرین لنترن، دی‌جی کارهای گذشته امینم، هم عضو شیدی بود اما به دلیل اختلاف نظر بین فیفتی سنت و جاداکیس که منجر به دشمنی این دو با هم شد، مجبور شد لیبل را ترک کند. بعد از آن آلکمیست دی جی امینم در تورها شد. در سال ۲۰۰۵ رپر دیگری از آتلانتا به نام بابی کریک واتر و رپر اهل ساحل غربی، کشیز عضو شیدی رکوردز شدند.
در ۵ دسامبر ۲۰۰۶، آلبوم گردآوری شده امینم تقدیم می‌کند: ری-آپ به وسیله شیدی رکوردز منتشر شد. اول قرار بود پروژه به عنوان میکستیپ عرضه شود اما بعد امینم تصمیم گرفت که تبدیل به آلبوم شود. همان‌طور که انتظار می‌رفت در آلبوم اعضای جدید لیبل حضور داشتند و همین دلیلی برای معرفی آنان شد. امینم وقتی در حال ضبط آلبوم بی‌نهایت بود به همراه پروف و کُن آرتیس، دی۱۲ را تشکیل دادند. می‌توان گفت نام گروه کوتاه شدهٔ «دیترویت دوازده» یا «درتی دازن» می‌باشد که شبیه استایل گروه وو-تنگ کلن بود. اولین آلبوم دی۱۲ در سال ۲۰۰۱ منتشر شد و نام آن شب شیطان بود. از تک‌آهنگ‌های این آلبوم «قرص‌های رنگی»، «موسیقی جنگی» و «خجالت کشیدم» بودند. آهنگ «قرص‌های رنگی» به خاطر تبلیغ مواد مخدر و سکس، برای رادیو و تلویزیون بازنویسی شد و نام آن به «تپه‌های رنگی» تغییر کرد.
دومین آلبوم دی۱۲ دنیای دی۱۲ بود که پس از سه سال در ۲۰۰۴ منتشر شد. از تک‌آهنگ‌های این آلبوم می‌توان به «گروه من» و «چطور مگه» اشاره کرد. آهنگ دیگری از آلبوم به محبوبیت عمومی رسید که عنوان آن «روانی آمریکایی ۲» بود و بی-ریل، عضو گروه سایپرس هیل، به عنوان خواننده مهمان در این آهنگ حضور داشت. امینم نتوانست در آلبوم استودیویی بیززار (از اعضای دی۱۲) شرکت کند که بیززار دلیل این کار رو شلوغ بودن سر مارشال و درگیری با دغدغه‌های زندگیش بیان کرد.
در ژانویه ۲۰۱۴ برادران بَس اعلام کردند که دی۱۲ مشغول ضبط آلبوم در استودیو اف.بی.تی. هستند و بیززار نیز تأکید کرد که عضوی از گروه هست و در آلبوم حضور دارد. اما در تاریخ ۳۱ اوت ۲۰۱۸، امینم با انتشار آهنگی با عنوان «سنگ زیر پا» در دهمین آلبوم استودیویی خود، کامی‌کازه، به‌طور رسمی اعلام کرد که گروه دی۱۲ دیگر فعالیت نخواهد داشت و منحل شده است.

### بنیاد خیریه
امینم برای کمک رساندن به جوانان محروم و نیازمند یک بنیاد خیریه به نام «بنیاد مارشال مترز» ایجاد کرد. این بنیاد برخی مواقع با بنیاد خیریه نورمن یاتوما، وکیل بلندپایه دیترویت همکاری می‌کند.

## جوایز و نامزدی‌ها
امینم تاکنون پانزده بار برنده جایزه گرمی شده است. او به خاطر دارا بودن قدرت بیان و غنای شعری بالا تحسین شده است و در لیست ام‌تی‌وی از میان «بهترین ام‌سی‌های تمام دوران‌ها» رتبه نهم را به خود اختصاص داده است. صفحهٔ امینم در وبگاه یوتیوب تا امروز بیش از ۱ میلیارد بازدید داشته است. در سال ۲۰۱۰ اعلام شد که موسیقی امینم ۹۴ میلیون بار (بیش از هر خوانندهٔ دیگری) تکثیر شده است. او از سال ۲۰۰۲ به حرفهٔ بازیگری روی آورد و تا به امروز نیز در چند فیلم همانند فیلم ۸ مایل بازی کرده است. وی اولین خواننده هیپ‌هاپ است که جایزه اسکار را برای بهترین ترانه دریافت کرده است.
از وی به عنوان برترین رپر تمام دوران‌ها و همچنین یکی از بزرگ‌ترین ستاره‌های موسیقی یاد می‌شود و تأثیر او بر روی این سبک باعث جذب میلیون‌ها نفر به سمت این نوع موسیقی شده است. او توسط مجلهٔ رولینگ استون در رتبهٔ ۸۲ فهرست «۱۰۰ هنرمند ماندگار جهان در همه دوران‌ها» قرار گرفت.
همچنین او عنوان «بهترین رپر زندهٔ جهان» را از مجلهٔ «وایب» در سال ۲۰۰۸ دریافت کرد. امینم و گروه دی ۱۲ در کل ۱۰ آلبوم شمارهٔ یک در جدول بیلبورد ۲۰۰ دارد. او ۱۳ قطعه شماره یک در سراسر جهان دارد. امینم در دسامبر ۲۰۰۹ جایزهٔ «هنرمند دهه» را از مراسم جایزهٔ بیلبورد دریافت کرد. به گفتهٔ مجلهٔ بیلبورد، امینم تنها هنرمندی است که دو آلبومش توانسته‌اند به بهترین فروش سال در دهه ۲۰۱۰ میلادی دست یابند.

### جوایز گرمی
جایزه گرمی، که در گذشته با نام جایزه گرامافون شناخته می‌شد، جایزه‌ایست که از سال ۱۹۵۹، هر سال، توسط آکادمی ملی علوم و هنرهای ضبط به برگزیدگان داده می‌شود. امینم ۴۴ بار نامزد و ۱۵ بار برندهٔ این جایزه شده است.
| سال  | هنرمندان نامزد شده و کارها                                | جایزه                                                      | نتیجه    |
| ---- | --------------------------------------------------------- | ---------------------------------------------------------- | -------- |
| ۲۰۰۰ | «این اسم منه»                                             | بهترین اجرای تک نفره رپ                                    | برنده    |
| ۲۰۰۰ | «وجدان آزرده» (به همراه دکتر دره)                         | بهترین اجرای دونفره/گروهی رپ                               | نامزدشده |
| ۲۰۰۰ | اسلیم شیدی ال‌پی                                           | بهترین آلبوم رپ                                            | برنده    |
| ۲۰۰۱ | «اسلیم شیدی واقعی»                                        | بهترین اجرای تک نفره رپ                                    | برنده    |
| ۲۰۰۱ | «فراموشی دربارهٔ دره» (به همراه دکتر دره)                  | بهترین اجرای دونفره/گروهی رپ                               | برنده    |
| ۲۰۰۱ | مارشال مترز ال‌پی                                          | بهترین آلبوم سال                                           | نامزدشده |
| ۲۰۰۱ | مارشال مترز ال‌پی                                          | بهترین آلبوم رپ                                            | برنده    |
| ۲۰۰۳ | «بدون من»                                                 | بهترین ضبط سال                                             | نامزدشده |
| ۲۰۰۳ | «بدون من»                                                 | بهترین اجرای تک نفره رپ                                    | نامزدشده |
| ۲۰۰۳ | «بدون من»                                                 | بهترین موزیک ویدئو                                         | برنده    |
| ۲۰۰۳ | نمایش امینم                                               | بهترین آلبوم سال                                           | نامزدشده |
| ۲۰۰۳ | نمایش امینم                                               | بهترین آلبوم رپ                                            | برنده    |
| ۲۰۰۴ | «خودتو غرق کن»                                            | بهترین ضبط سال                                             | نامزدشده |
| ۲۰۰۴ | «خودتو غرق کن»                                            | بهترین ترانه سال                                           | نامزدشده |
| ۲۰۰۴ | «خودتو غرق کن»                                            | بهترین اجرای تک نفره رپ                                    | برنده    |
| ۲۰۰۴ | «خودتو غرق کن»                                            | بهترین آهنگ رپ                                             | برنده    |
| ۲۰۰۴ | «خودتو غرق کن»                                            | بهترین ترانه برای یک مجموعه تلویزیونی، فیلم و دیگر رسانه‌ها | نامزدشده |
| ۲۰۰۵ | «ولش کن بره»                                              | بهترین اجرای تک نفره رپ                                    | نامزدشده |
| ۲۰۰۶ | «مرغ مقلد»                                                | بهترین اجرای تک نفره رپ                                    | نامزدشده |
| ۲۰۰۶ | «بازنوازی» (به همراه دکتر دره و فیفتی سنت)                | بهترین اجرای دونفره/گروهی رپ                               | نامزدشده |
| ۲۰۰۶ | بازنوازی                                                  | بهترین آلبوم رپ                                            | نامزدشده |
| ۲۰۰۷ | «بکوبش» (به همراه ایکان)                                  | بهترین ترکیب رپ/آواز                                       | نامزدشده |
| ۲۰۰۷ | «تکونش بده» (به همراه نیت داگ)                            | بهترین ترکیب رپ/آواز                                       | نامزدشده |
| ۲۰۱۰ | «زیبا»                                                    | بهترین اجرای تک نفره رپ                                    | نامزدشده |
| ۲۰۱۰ | «بطری شکسته» (به همراه دکتر دره و فیفتی سنت)              | بهترین اجرای دونفره/گروهی رپ                               | برنده    |
| ۲۰۱۰ | بازگشت                                                    | بهترین آلبوم رپ                                            | برنده    |
| ۲۰۱۱ | «دروغ گفتنت را دوست دارم» (به همراه ریانا)                | بهترین ضبط سال                                             | نامزدشده |
| ۲۰۱۱ | «دروغ گفتنت را دوست دارم» (به همراه ریانا)                | بهترین ترانه سال                                           | نامزدشده |
| ۲۰۱۱ | «دروغ گفتنت را دوست دارم» (به همراه ریانا)                | بهترین ترکیب رپ/آواز                                       | نامزدشده |
| ۲۰۱۱ | «دروغ گفتنت را دوست دارم» (به همراه ریانا)                | بهترین آهنگ رپ                                             | نامزدشده |
| ۲۰۱۱ | «دروغ گفتنت را دوست دارم» (به همراه ریانا)                | بهترین موزیک ویدئو                                         | نامزدشده |
| ۲۰۱۱ | «هواپیماها (قسمت ۲)» (به همراه بی. او. بی و هیلی ویلیامز) | بهترین ترکیب پاپ/صدا                                       | نامزدشده |
| ۲۰۱۱ | «نمی‌ترسم»                                                 | بهترین اجرای تک نفره رپ                                    | برنده    |
| ۲۰۱۱ | «نمی‌ترسم»                                                 | بهترین آهنگ رپ                                             | نامزدشده |
| ۲۰۱۱ | ریکاوری                                                   | بهترین آلبوم سال                                           | نامزدشده |
| ۲۰۱۱ | ریکاوری                                                   | بهترین آلبوم رپ                                            | برنده    |
| ۲۰۱۲ | «به دکتر نیاز دارم»                                       | بهترین ترکیب رپ/آواز                                       | نامزدشده |
| ۲۰۱۲ | «به دکتر نیاز دارم»                                       | بهترین آهنگ رپ                                             | نامزدشده |
| ۲۰۱۲ | بلند (به عنوان هنرمند مهمان)                              | بهترین آلبوم سال                                           | نامزدشده |
| ۲۰۱۴ | «آشفطه»                                                   | بهترین اجرای رپ [الف]                                      | نامزدشده |
| ۲۰۱۵ | «خدای رپ»                                                 | بهترین اجرای رپ [الف]                                      | نامزدشده |
| ۲۰۱۵ | «هیولا»                                                   | بهترین ترکیب رپ/آواز [ب]                                   | برنده    |
| ۲۰۱۵ | مارشال مترز ال‌پی ۲                                        | بهترین آلبوم رپ                                            | برنده    |
| ۲۰۱۹ | «خوش به حالت» (به همراه جوینر لوکاس)                      | بهترین آهنگ رپ                                             | نامزدشده |

یادداشت‌ها
- ^الف  این جایزه در سال ۲۰۱۲ به گرمی اضافه شد و ادغام شدهٔ بهترین اجرای تک نفره و گروهی می‌باشد.
- ^ب  نام این جایزه از سال ۲۰۱۷ به بعد به بهترین اجرای رپ/آواز تغییر پیدا کرد.

## حاشیه‌ها و درگیری‌ها

### درگیری با مایکل جکسون
در ۱۲ اکتبر ۲۰۰۴، یک هفته پس از انتشار موزیک ویدئوی «ولش کن» که اولین قطعه آلبوم «دوباره‌خوانی» امینم بود، مایکل جکسون با برنامهٔ استیو هاروی در رادیوی شهر لس آنجلس تماس گرفت و ناراحتی خود را از نماهنگ «کافیه اینو از دست بدی» بیان کرد. امینم در این نماهنگ با محاکمه اتهام کودک‌آزاری جکسون، شایعهٔ جراحی پلاستیک و حادثهٔ پپسی سال ۱۹۸۴ (که طی آن در زمان فیلم‌برداری تبلیغ کمپانی نوشابه‌سازی پپسی، موی جکسون آتش گرفته بود) شوخی کرده بود. با این وجود که امینم در شعر گفته بود «این خنجر زدن به مایکل نیس/فقط یه شوخیه/من روانی ام…» ولی پشتیبانان و دوستان مایکل جکسون نماهنگ را مورد انتقاد قرار دادند. از قبیل استیوی واندر، خوانندهٔ موسیقی سول، که نماهنگ را «ضربه زدن به یک‌نفر وقتی روی زمین افتاده است» نامیده بود یا خود «استیو هاروی» که گفته بود «امینم اعتقاداتشو از دست داده. ما می‌خوایم که او برگرده»

### درگیری با ماریا کری
امینم تعدادی از ترانه‌هایش را با مضمون رابطه با ماریا کری، خوانندهٔ سبک پاپ، نوشته و خوانده است اما ماریا کری این مسئله را رد می‌کند. او گفت مقاربت جنسی و نزدیکی صمیمانه‌ای رخ نداده است. امینم در ترانه‌هایی چون «سوپرمن»، «کرک جیمی»، «نی‌انبانی از بغداد» و «هشدار» کری را مورد خطاب قرار می‌دهد و به این ماجرا اشاره می‌کند.

### ساشا بارون کوهن
ساشا بارون کوهن، کمدین و دوبلور بریتانیایی، به هنگام اعطای جایزهٔ سینمایی ام‌تی‌وی، در حالی که لباس فرشتگان را پوشیده بود بر روی امینم فرود آمد و باسنش را مقابل چهرهٔ وی قرار داد. این حرکت باعث شد تا امینم با نفرت در مراسم اعطای جایزه گرد و خاک به پا کند. او سه روز بعد گفت که این برنامه را با امینم از پیش طراحی کرده بودند.

### مسائل حقوقی
در سال ۱۹۹۹، مادر مارشال مترز، از او بابت تهمت‌های وارد شده در ترانه‌هایش شکایت کرد؛ وی موفق شد حدود ۱۶۰۰ دلار آمریکا از وی خسارت بگیرد.

امینم در تاریخ ۳ ژوئن سال ۲۰۰۰ در فروشگاه سخت‌افزار اتومبیل واقع در رویال اوک میشیگان دستگیر شد. علت این دستگیری جروبحث و درگیری با داگلاس ویل و کشیدن اسلحه خالی بر روی او بود. روز بعد در وارن میشیگان او ادعا کرد که همسر خود را در حال بوسیدن «جان گارنا» در پارکینگ کافه هات راک دیده و سپس او را مورد ضرب و شتم قرار داده است.

## ترانه‌شناسی
آلبوم‌های استودیویی
- بی‌نهایت (۱۹۹۶)
- اسلیم شیدی ال‌پی (۱۹۹۹)
- مارشال مترز ال‌پی (۲۰۰۰)
- نمایش امینم (۲۰۰۲)
- دوباره‌خوانی (۲۰۰۴)
- بازگشت (۲۰۰۹)
- ریکاوری (۲۰۱۰)
- مارشال مترز ال‌پی ۲ (۲۰۱۳)
- احیا (۲۰۱۷)
- کامی‌کازه (۲۰۱۸)
- موسیقی‌ای که توسطش به قتل برسید (۲۰۲۰)
- مرگ اسلیم شیدی (تیر خلاص) (۲۰۲۴)

آلبوم‌های همکاری
- شب شیطان (با دی۱۲) (۲۰۰۱)
- دنیای دی۱۲ (با دی۱۲) (۲۰۰۴)
- امینم تقدیم می‌کند: ری-آپ (با شیدی رکوردز) (۲۰۰۶)
- جهنم: عاقبت (با بد میتس ایول) (۲۰۱۱)
- شیدی پانزدهم (با شیدی رکوردز) (۲۰۱۴)

## تورهای کنسرت
به عنوان اجراکننده اصلی
- تور اسلیم شیدی ال‌پی (۱۹۹۹)[۱۸۴][۱۸۵]
- تور ریکاوری (۲۰۱۰–۲۰۱۳)
- تور رپچر (۲۰۱۴)
- تور احیا (۲۰۱۸)
- رپچر ۲۰۱۹ (۲۰۱۹)[۱۸۶]

به عنوان اجراکننده مشترک
- تور در دود (همراه دکتر دره، اسنوپ داگ، آیس کیوب و سایر) (۲۰۰۰)
- تور کنترل خشم (همراه لیمپ بیزکت و پاپا روچ) (۲۰۰۲–۲۰۰۵)
- تور هوم اند هوم (همراه جی-زی) (۲۰۱۰)
- تور هیولا (همراه ریانا) (۲۰۱۴)

## فیلم‌شناسی
| سال  | فیلم          | نقش                           | جزئیات |
| ---- | ------------- | ----------------------------- | --- |
| ۲۰۰۰ | جادوگر هیپ‌هاپ | خودش                          | |
| ۲۰۰۱ | واش           | کریس                          | ناشناس |
| ۲۰۰۲ | ۸ مایل        | جیمی "بی-ربیت" اسمیت، جونیور. | - جایزه اسکار بهترین ترانه، ("خودتو غرق کن") - اَسکَپ، جایزه بهترین ترانه برای فیلم، ("خودتو غرق کن") - جوایز BMI، برای بهترین موسیقی - جوایز BMI، جایزه بهترین ترانه برای فیلم، ("خودتو غرق کن") - انجمن منتقدان، جایزه بهترین ترانه، ("خودتو غرق کن") - جایزه سینمایی ام‌تی‌وی، جایزه بهترین نماهنگ از یک فیلم، ("خودتو غرق کن") - جایزه سینمایی ام‌تی‌وی، بهترین اجرا - جایزه سینمایی ام‌تی‌وی، بهترین "دستیابی به موفقیت" - جوایز برگزیده نوجوانان، جایزه بهترین بازیگر مرد - درام و اکشن/ماجراجویانه - جوایز برگزیده نوجوانان، بهترین ستاره موفق مرد - (نامزد شده) CFCA، جایزه بهترین اجرای امیدبخش - (نامزد شده) جایزه گلدن گلوب بهترین ترانه اصلی، ("خودتو غرق کن") - (نامزد شده) جایزه ماهواره طلایی بهترین ترانهٔ اصلی، ("خودتو غرق کن") - (نامزد شده) جایزه گرمی بهترین ترانه برای یک مجموعه تلویزیونی، فیلم و دیگر رسانه‌ها، ("خودتو غرق کن") - (نامزد شده) جایزه PFCS بهترین ترانه اصلی، ("خودتو غرق کن") - (نامزد شده) جایزه OFCS بهترین اجرای موفقیت‌آمیز، ("خودتو غرق کن") |
| ۲۰۰۹ | آدم‌های بامزه  | خودش                          | مهمان |
| ۲۰۱۴ | مصاحبه        | خودش                          | مهمان |

| سال                                | عنوان               | نقش                                     | جزئیات |
| ---------------------------------- | ------------------- | --------------------------------------- | --- |
| ۱۹۹۹ ۲۰۰۰ ۲۰۰۲ ۲۰۰۴ ۲۰۱۰ ۲۰۱۳ ۲۰۱۷ | پخش زنده شنبه شب    | خواننده مهمان                           | فصل ۲۵، قسمت ۳: «نرم مک‌دانلد/دکتر دره، اسنوپ داگ و امینم» فصل ۲۶، قسمت ۱: «راب لو/امینم» فصل ۲۷، قسمت ۱۹: «کیرستن دانست/امینم» فصل ۳۰، قسمت ۴: «کیت وینسلت/امینم» فصل ۳۶، قسمت ۱۰: «جف بریجز/امینم و لیل وین» فصل ۳۹، قسمت ۵: «کری واشینگتن/امینم» فصل ۴۳، قسمت ۶: «چنس د رپر/امینم» |
| ۲۰۰۰                               | نمایش اسلیم شیدی    | امینم، مارشال مترز، اسلیم شیدی، کن کنیف | سریال اینترنتی |
| ۲۰۰۴                               | یانکی‌های کرنک       | بیلی فلیچر                              | فصل ۳، قسمت ۱: "امینم و تریسی مورگان" |
| ۲۰۱۰                               | دارودسته            | خودش                                    | فصل ۷، قسمت ۱۰: "خودتو غرق کن" |
| ۲۰۱۳                               | لاستیک ساخت دیترویت | خودش                                    | فصل ۱، قسمت ۱: "قسمت آزمایشی" هچنین تهیه‌کننده اجرایی |

| سال  | مستند                                           | نقش  | جزئیات   |
| ---- | ----------------------------------------------- | ---- | -------- |
| ۲۰۰۳ | فیفتی سنت: نسل جدید                             | خودش | نقش مکمل |
| ۲۰۱۲ | چیزی از هیچ چیز: هنر رپری                       | خودش | نقش مکمل |
| ۲۰۱۲ | چگونه می‌توان از فروش مواد مخدر پول درآورد       | خودش | نقش مکمل |
| ۲۰۱۵ | نمی‌ترسم: داستان شیدی رکوردز                     | خودش | نقش اصلی |
| ۲۰۱۵ | استرچ و بابیتو: رادیویی که زندگی‌ها را تغییر داد | خودش | نقش مکمل |
| ۲۰۱۷ | ستیزه‌جویان                                      | خودش | نقش مکمل |

| سال  | فیلم            | نقش  | جزئیات                                          |
| ---- | --------------- | ---- | ----------------------------------------------- |
| ۲۰۰۰ | تور در دود      | اصلی | به همراه دکتر دره، اسنوپ داگ و آیس کیوب پخش شد. |
| ۲۰۰۵ | زنده از نیویورک | اصلی | کنسرت در مدیسن اسکوئر گاردن                     |

| سال  | بازی                 | نقش             | جزئیات                                |
| ---- | -------------------- | --------------- | ------------------------------------- |
| ۲۰۰۵ | فیفتی سنت : ضد گلوله | کاراگاه مک وایر | صدا و تصویر                           |
| ۲۰۱۵ | جنگ‌های شیدی          | خودش            | پخش آهنگ و از بین بردن متن توسط امینم |

## تک‌آهنگ‌های شماره یک
لیست زیر شامل تک‌آهنگ‌هایی است توانسته‌اند به صدر جدول آهنگ‌های ایران، آلمان، استرالیا، اتریش، کانادا، ایرلند، ایتالیا، نیوزلند، بریتانیا یا سوئیس برسند.
| سال                      | ترانه                                         | رتبه در بالا جدول | رتبه در بالا جدول | رتبه در بالا جدول | رتبه در بالا جدول | رتبه در بالا جدول | رتبه در بالا جدول | رتبه در بالا جدول | رتبه در بالا جدول | رتبه در بالا جدول | رتبه در بالا جدول | آلبوم              |
| سال                      | ترانه                                         | EUA               | AUS               | AUT               | CAN               | ALE               | IRL               | ITA               | NZL               | SUI               | UK                | آلبوم              |
| ------------------------ | --------------------------------------------- | ----------------- | ----------------- | ----------------- | ----------------- | ----------------- | ----------------- | ----------------- | ----------------- | ----------------- | ----------------- | ------------------ |
| ۲۰۰۰                     | «اسلیم شیدی واقعی»                            | ۴                 | ۱۱                | ۶                 | ۵                 | ۷                 | ۱                 | ۴                 | ۱۵                | ۲                 | ۱                 | مارشال مترز ال‌پی   |
| ۲۰۰۰                     | «استن» با همراهی (دایدو)                      | ۵۱                | ۱                 | ۱                 | —                 | ۱                 | ۱                 | ۱                 | ۱۴                | ۱                 | ۱                 | مارشال مترز ال‌پی   |
| ۲۰۰۲                     | «بدون من»                                     | ۲                 | ۱                 | ۱                 | ۴                 | ۱                 | ۱                 | ۲                 | ۱                 | ۱                 | ۱                 | نمایش امینم        |
| ۲۰۰۲                     | «خودتو غرق کن»                                | ۱                 | ۱                 | ۱                 | ۱                 | ۲                 | ۱                 | ۱                 | ۱                 | ۱                 | ۱                 | هشت مایل           |
| ۲۰۰۴                     | «گروه من» (با همراهی)                         | ۶                 | ۱                 | ۱                 | ۴                 | ۹                 | ۲                 | ۲                 | ۱                 | ۳                 | ۲                 | دنیای دی۱۲         |
| ۲۰۰۴                     | «کافیه اینو از دست بدی»                       | ۶                 | ۱                 | ۴                 | ۵                 | ۲                 | ۲                 | ۲                 | ۱                 | ۱                 | ۱                 | دوباره خوانی       |
| ۲۰۰۵                     | «مثل سربازهای اسباب بازی»                     | ۳۴                | ۴                 | ۸                 | —                 | ۸                 | ۳                 | ۸                 | ۲                 | ۳                 | ۱                 | دوباره خوانی       |
| ۲۰۰۵                     | «وقتی من رفتم»                                | ۸                 | ۱                 | ۷                 | —                 | ۶                 | ۵                 | —                 | ۲                 | ۷                 | ۴                 | ندای صحنه          |
| ۲۰۰۶                     | «میشه از همه» (با همراهی ایکان)               | ۲                 | ۲                 | ۹                 | ۲                 | ۵                 | ۱                 | ۳۰                | ۱                 | ۳                 | ۱                 | مهکوم              |
| ۲۰۰۹                     | «بطری شکسته» (با همراهی دکتر دره و فیفتی سنت) | ۱                 | ۱۸                | ۴۱                | ۱                 | —                 | ۶                 | ۳۴                | ۶                 | ۳                 | ۳                 | بازگشت             |
| ۲۰۰۹                     | «ما تو رو ساختیم»                             | ۹                 | ۱                 | ۹                 | ۶                 | ۹                 | ۱                 | ۳۲                | ۱                 | ۴                 | ۴                 | بازگشت             |
| ۲۰۱۰                     | «نمی‌ترسم»                                     | ۱                 | ۴                 | ۵                 | ۱                 | ۹                 | ۳                 | ۳                 | ۸                 | ۲                 | ۵                 | ریکاوری            |
| ۲۰۱۰                     | «دروغ گفتنت را دوست دارم» (با همراهی ریانا)   | ۱                 | ۱                 | ۱                 | ۱                 | ۱                 | ۱                 | ۱                 | ۱                 | ۱                 | ۲                 | ریکاوری            |
| ۲۰۱۳                     | «هیولا» (با همراهی ریانا)                     | ۱                 | ۱                 | ۱                 | ۶                 | ۳                 | ۱                 | ۵                 | ۱                 | ۱                 | ۱                 | مارشال مترز ال‌پی ۲ |
| تعداد تک‌آهنگ‌های شماره یک | تعداد تک‌آهنگ‌های شماره یک                      | ۵                 | ۹                 | ۵                 | ۴                 | ۳                 | ۸                 | ۳                 | ۸                 | ۶                 | ۸                 |                    |

## واژه‌نامه
1. ↑  97 Bonnie & Clyde
2. ↑  Hailie's Song
3. ↑  My Dad's Gone Crazy
4. ↑  Mockingbird
5. ↑  When I'm Gone
6. ↑  Beautiful
7. ↑  Airplanes Pt. II
8. ↑  Going Through Changes
9. ↑  You're Never Over
10. ↑  Nas
11. ↑  A-Z
12. ↑  Royce da 5'9
13. ↑  Slim Shady LP
14. ↑  Dr.Dre
15. ↑  Stan
16. ↑  Q
17. ↑  Top40-Charts
18. ↑  “The Eminem Show
19. ↑  boy bands
20. ↑  MRC
21. ↑  Just Lose It
22. ↑  50 Cent
23. ↑  Shade 45
24. ↑  Relapses
25. ↑  Recovery
26. ↑  Love the Way You Lie
27. ↑  R&B
28. ↑  Dimond
29. ↑  greatest-hits
30. ↑  The Official Eminem Box Set
31. ↑  Phenomenal
32. ↑  Beats 1
33. ↑  Motor City
34. ↑  Natural Causes
35. ↑  No Favors
36. ↑  Nowhere Fast
37. ↑  Chloraseptic
38. ↑  Kick off
39. ↑  Rainy Days
40. ↑  Talib Kweli
41. ↑  N.O.R.E
42. ↑  Stat Quo
43. ↑  DJ Green Lantern
44. ↑  Jadakiss
45. ↑  The Alchemist
46. ↑  Bobby Creekwater
47. ↑  Cashis
48. ↑  Dirty Dozen
49. ↑  Purple Pills
50. ↑  Fight Music
51. ↑  Shit on You
52. ↑  Purple Hills
53. ↑  How Come
54. ↑  American pshyco 2
55. ↑  Stepping Stone
56. ↑  Superman
57. ↑  Jimmy Crack Corn
58. ↑  Bagpipes From Baghdad
59. ↑  The Warning
60. ↑  Golden Satellite
61. ↑  50 Cent: Bulletproof
62. ↑  Shady Wars